# 덴마크-미국 관계
덴마크와 미국 간의 외교 관계는 1783년에 시작되었다. 두 나라 모두 북극 이사회, OECD, OSCE, NATO 및 유엔의 창립 회원국이다.

## 역사
미국과 덴마크의 외교 관계는 1783년, 덴마크가 미국과 통상 조약을 체결하면서 시작되었다. 1792년, 덴마크는 미국의 독립을 공식적으로 승인하였으며, 1801년에는 양국 간의 외교 관계가 수립되어 미국 공사관이 덴마크에 개설되었다. 1801년 이래로 양국 간 외교 관계는 단절된 적이 없다.
1801년, 덴마크는 프랑스와 그 연합국으로서 영국과의 전쟁에 참여하였고, 덴마크 왕립 해군은 미국 상선을 나포하였다. 1826년 양국은 통상 조약을 체결하였고, 덴마크는 미국에 65만 달러의 배상금을 지급하기로 합의하였다. 남북 전쟁 기간 중, 에이브러햄 링컨 대통령은 남부연합에 대한 봉쇄를 보다 효과적으로 유지하기 위해 덴마크령 서인도 제도를 매입할 것을 제안하였다. 그러나 미국 상원은 이에 동의하지 않았고, 이후 약 50년에 걸쳐 간헐적으로 협상이 이어졌으나 양측 내부의 반대로 인해 성사되지 않았다.

### 제1차 세계 대전
제1차 세계 대전 동안 덴마크는 중립을 유지했지만, 교역에 큰 차질을 겪었고 식민지들은 재정적으로 부담이 된다고 판단하였다. 특히 식민지 주민들의 불만이 고조되면서 그 부담은 더욱 커졌다. 미국은 독일이 세인트토머스섬, 세인트크로이섬, 세인트존섬을 매입하는 것을 원하지 않았다. 1916년, 덴마크는 덴마크령 서인도 제도를 미국에 매각하였고, 양국은 덴마크령 서인도 제도 조약을 체결하였다. 매각 대금은 2,500만 달러였으며, 거래는 1917년 1월 17일에 최종 확정되었다. 1917년 3월 31일, 미국은 해당 섬들의 통치를 인수하였고, 이 지역은 이후 미국령 버진아일랜드로 명명되었다.

### 제2차 세계 대전
제2차 세계 대전 중인 1941년 4월, 미국은 워싱턴 주재 덴마크 대사 헨리크 코우프만과 협력하여 그린란드에 대한 임시 보호령을 설정하였다.

### 1945년~현재
1947년, 해리 S. 트루먼 미국 대통령은 주미 덴마크 공사관의 지위를 대사관으로 격상시켰다.
1949년, 덴마크는 오랜 중립 외교의 전통을 거부하고 북대서양 조약 기구(NATO)의 창립 회원국으로 가입하였다. 이후 유엔 평화유지군의 일환으로 보스니아 헤르체고비나에 파병된 덴마크군은 미군 구역에 배치되어 미국의 직접적인 지휘를 받았다.

## 그린란드
미국이 러시아 제국으로부터 알래스카를 매입하기 직전, 윌리엄 H. 수어드 국무장관은 덴마크로부터 그린란드와 아이슬란드를 함께 매입하려 시도했으나 성사되지 않았다.
제2차 세계 대전 이후, 미국은 그린란드에 대한 지정학적 관심을 갖게 되었고, 1946년에는 덴마크에 1억 달러를 제시하며 그린란드 매입을 제안하였다. 그러나 덴마크는 이를 거절하였다.